# Niemand hört dich
Niemand hört dich è il primo album dei Nevada Tan (ora Panik) uscito in Germania a marzo 2007 e in Italia il 6 giugno 2008. Quest'album è stato prodotto da Lalo Titenkov e Eddy Höfler, ormai ex produttori della band Nevada Tan, che, di conseguenza, per motivi legali, ha dovuto cambiare nome in Panik.

## Singoli
I singoli tratti da Niemand hört dich sono:
- Revolution
- Vorbei
- Neustart
- Ein Neuer Tag

## Tracce
1. Revolution (Rivoluzione)
2. So wie du (Come te)
3. Neustart (Nuovo Inizio)
4. Vorbei (Finito)
5. Niemand hört dich (Nessuno ti ascolta)
6. Warum? (Perché?)
7. Wie es ist (Com'è)
8. Alles endet hier (Tutto finisce qui)
9. Echo (Eco)
10. Himmel hilf (Cielo aiuto)
11. Geht ab (Vado via)
12. Ein neuer Tag (Un nuovo giorno)